# Václav Tille
Václav Tille (ur. 16 lutego 1867 w Taborze, zm. 26 czerwca 1937 w Pradze) – czeski literaturoznawca i teatrolog, krytyk i pisarz, profesor Uniwersytetu Karola w Pradze i jeden z pionierów teorii filmu. Zajmował się badaniami porównawczymi w dziedzinie literatury i teatru. W 1908 roku napisał artykuł zatytułowany Kinéma, który ukazał się na łamach trzech numerów czasopisma Novina. Potraktował w nim film jako nową formę ekspresji artystycznej.

## Życiorys
Przyszedł na świat w rodzinie dyrektora szkoły. Po ukończeniu szkoły średniej studiował germanistykę i slawistykę na Uniwersytecie Karola, a później w Innsbrucku. Studia zakończył doktoratem. Pracował następnie na Uniwersytecie w Pradze i w Bibliotece Naukowej w Ołomuńcu, po czym wyjechał do Paryża. Habilitował się w roku 1903, a w latach 1921–1937 po uzyskaniu tytułu profesora zwyczajnego pracował jako wykładowca na Uniwersytecie Karola. Był członkiem Rotary Clubu i jednym ze współzałożycieli czeskiego oddziału PEN Clubu.

## Poglądy na film
Tille, wykładając swoje przemyślenia w Kinémie, uważał, że film przez wzgląd na swoją masowość ma szanse stać się nową, demokratyczną dziedziną sztuki. W początkowych etapach swoich przemyśleń skupiał się na filmie fabularnym i pytaniu „czy film jest sztuką?” (z uwagi na zawodowe zainteresowanie teatrem), później zwrócił się w stronę filmu oświatowego i jego oddziaływania na społeczeństwo. Szczególnych walorów filmu upatrywał w doznawanym przez widza wrażeniu autentyczności i swoistej dynamice czasoprzestrzeni. Dostrzegał odrębność kina od innych mediów i jego własne środki wyrazu: montaż, rytm narracji z „artystycznie motywowaną pauzą”, nieme aktorstwo nazywane przez niego „wymuszoną pantomimą” oraz tricki. Wywodził zjawisko kina z tradycji widowisk wykorzystujących grę świateł i cieni: teatru azjatyckiego, camery lucidy i laterny magiki.

## Wybrane publikacje

### Prace naukowe
- Divadelní vzpomínky (1917)
- Literární studie (1892)
- Povídky sebrané na mor. Valašsku (1902)
- Erbenovy České pohádky (1905)
- Národní báchorky a pověsti (1905)
- Pohádky (1907)
- Kinéma (1908)
- České pohádky do roku 1848 (1909)
- Soupis českých pohádek, díl I. (1930)
- Soupis českých pohádek, díl 2. (1934)
- Božena Němcová (1911)
- Filosofie literatury u Taina a předchůdců (1902)
- Maurice Maeterlinck (1910)
- Roncesvalles (1915)

### Dzieła literackie
- Letní noc (1905)
- Říhovy pohádky (1915)
- Paleček (1922)
- Nebojsa (1925)

i inne, wszystkie pod pseudonimem Václav Říha.